# Andriej Prokunin
Andriej Wiktorowicz Prokunin (ros. Андрей Викторович Прокунин, ur. 7 maja 1978 w Moskwie) – rosyjski biathlonista, reprezentant kraju w zawodach pucharu świata oraz na mistrzostwach świata. Złoty medalista mistrzostw świata juniorów w sprincie z 1999. Jego najlepszym dotychczasowym miejsce podczas zawodów PŚ była dziewiąta pozycja w Oslo oraz Pjongczang.
W 2018 roku został trenerem żeńskiej reprezentacji Ukrainy

## Osiągnięcia

### Mistrzostwa świata
| 2000 Holmenkollen (Norwegia) | 29. miejsce (SP), 29. miejsce (PU),                 |
| 2001 Pokljuka (Słowenia)     | 30. miejsce (SP), 39. miejsce (PU), 4. miejsce (RL) |

### Puchar Świata
| Sezon     | Miejsce |
| --------- | ------- |
| 1999/2000 | 46      |
| 2000/2001 | 47      |
| 2004/2005 | 81      |
| 2007/2008 | 41      |

### Mistrzostwa świata juniorów
| 1998 Jerycho (USA) | 3. miejsce (IN), 1. miejsce (SP) |